# The Starlings
The Starlings — бельгійський музичний дует, з Антверпена, заснований у 2018 році.
У 2019 році гурт випустив свій перший сингл «Mine».
У 2020 році дует брав участь у шостому сезоні реаліті-серіалу Liefde voor muziek.
У травні 2020 року гурт випустив дебютний альбом, Don't Look Back.

## Історія
Учасники гурту є відомими артистами у Фландрії. Том Дайс раніше представляв Бельгію на пісенному конкурсі Євробачення 2010 з піснею «Me and My Guitar», тоді як Като Каллебо брала участь у четвертому випуску фламандського шоу талантів Idool, посівши друге місце.
Вони познайомилися в 2013 році, коли разом записали сингл «Breaking Up Slow», а в 2018 році офіційно заснували гурт The Starlings.
У 2020 році дует взяв участь у фламандському телешоу Liefde voor muziek, і отримав похвалу за переосмислення пісні гурту K3, «Liefdeskapitein».
У тому ж році гурт The Starlings випустив свій дебютний альбом Don't Look Back. Альбом посів 2 місце у фламандському чарті, розійшовся тиражем 10 000 копій і став золотим.
Їхній другий альбом, Seaside, досяг 5 місця у фламандських чартах у 2022 році.
У листопаді 2022 року дует був оголошений одним із семи учасників пісенного конкурсу Eurosong 2023, бельгійського національного відбору на пісенний конкурс Євробачення 2023. Для виступу у фіналі вони обрали пісню «Rollercoaster». Вони посіли друге місце з 277 балами (94 бали від журі та 183 бали від телеголосування). Після шоу Дайс поскаржився на журі за неповагу до них.

## Склад гурту
- Том Дайс (Tom Dice),
- Като Каллебо (Kato Callebaut).

## Дискографія

### Студійні альбоми
- Don't Look Back (2020)
- Seaside (2022)

### Сингли
- "Mine" (2019)
- "Bury a Friend" (2019)
- "Never Alone" (2019)
- "On My Way" (2019)
- "My Town" (2020)
- "Die Happy" (2020)
- "Heal" (2020)
- "Happiness" featuring Ides Moon and Milo Meskens (2020)
- "Magic" (2021)
- "Just Come Home" (2022)
- "Jericho" (2022)
- "Rome" (2022)
- "Gold" (2022)
- "Get to You" (2022)
- "Rollercoaster" (2023)